# They Must Be Russians
Esta banda post-punk e indie, llamada también The Russians o TMBR, se formó en Sheffield, Inglaterra en 1979, aunque por ese tiempo había otro grupo con ese nombre en Londres. La banda estaba compuesta en un inicio por Russ Russian (voz y guitarra), Paul Russian (voz y guitarra), Carl (bajo) y Brendan (efectos).
Con la ayuda de sus amigos, los miembros de Cabaret Voltaire, la banda sacó su primer EP llamado "Nellie the Elephant" a mediados de 1979. Al año siguiente sacó el sencillo "Don't Try to Cure Yourself". Finalmente First Floor le realizó un álbum homónimo en 1983, y en 1985 vino el álbum "Groundless Accusations".